# Cor Wals
Cornelis Dirk „Cor“ Wals (født 26. februar 1911 i Haag, død 5. april 1994 i Veldhoven) var en cykelrytter fra Holland. Han kørte primært banecykling.
Han startede ved 39 seksdagesløb, hvor det blev til syv sejre, heraf fem med makker Jan Pijnenburg. Ved de to udgaver af Københavns seksdagesløb i 1936 blev det til to andenpladser. Først med makker Willy Falck Hansen og i november med makker Werner Grundahl.